# Neuenkirchen (Zarrentin am Schaalsee)
Neuenkirchen ist ein Ortsteil der Stadt Zarrentin am Schaalsee im Landkreis Ludwigslust-Parchim im Westen von Mecklenburg-Vorpommern.
Der Ort liegt nordöstlich des Kernortes Zarrentin am Schaalsee und nordöstlich des 60 ha großen Neuenkirchener Sees. Westlich und nördlich erstreckt sich das 932 ha umfassende Naturschutzgebiet Moorrinne von Klein Salitz bis zum Neuenkirchener See.

## Sehenswürdigkeiten

### Baudenkmale
In der Liste der Baudenkmale in Zarrentin am Schaalsee sind für Neuenkirchen drei Baudenkmale aufgeführt, darunter die Kirche mit Trockenmauer.